# Codex Cairensis
Le Codex Cairensis, également appelé : Codex Prophetarum Cairensis ou Codex du Caire des prophètes, est le plus vieux manuscrit hébreu daté contenant le texte des Nevi'im (livres prophétiques).

## Histoire
D'après son colophon, il aurait été achevé avec sa ponctuation par Moshe ben Asher à Tibériade « à la fin de la 827e année depuis la destruction du deuxième temple » (soit 895 EC) mais des études au carbone 14 indiquent qu’il a été rédigé ou recopié au XIe siècle. Offert à la communauté karaïte de Jérusalem, il fait partie du butin des Croisés en 1099 mais est racheté plus tard par la communauté karaïte du Caire.

## Contenu
Le codex contient les livres qui appartiennent aux prophètes selon la terminologie juive, c'est-à-dire aussi bien Isaïe, Jérémie, Ezekiel et le livre des petits prophètes (mais pas Daniel), que les prétendus prophètes « anciens » ou « plus récents », Joshua, les Juges, Samuel et les rois. Il contient également 13 pages-tapis.

## Évaluation scientifique
Bien que selon son colophon le livre a été écrit par un membre de la famille Ben Asher, Lazar Lipschütz et d'autres font observer qu'au sein de la tradition massorète, le Codex Cairensis semble plus proche de Ben Naphtali que de Ben Asher.
Tandis que quelques chercheurs estiment que cela constitue un argument contre son authenticité, Moshe Goshen-Gottstein (en) suppose que Ben Naphtali s'en tient plus fidèlement au système de Moses ben Asher que le propre fils de ce dernier, Aharon ben Moshe ben Asher, qui a corrigé le Codex d'Alep et ajouté sa ponctuation.
Plus récemment, d'autres doutes sur son authenticité ont été exprimés par la radio-datation au carbone et d'autres techniques scientifiques.
Umberto Cassuto s'est beaucoup appuyé sur ce codex quand il a publié son édition de la Massorah, ce qui signifie que dans les prophètes, son édition est plus proche de la tradition ben Naphtali que dans la Torah ou les Écritures.

## Sources
- (de) Ernst Würthwein, Der Text des Alten Testaments : e. Einf. in d. Biblia Hebraica, Stuttgart, 1974, 4e éd. (ISBN 3-438-06006-X)
- The Hebrew University Bible Project: Ezekiel, ed. S. Talmon; pub. The Hebrew University Magnes Press, Jerusalem, 2004;  (ISBN 965-493-186-9)